# Commentry Montmarault Néris Communauté
La communauté de communes Commentry Montmarault Néris Communauté est une structure intercommunale française, située dans le département de l'Allier en région Auvergne-Rhône-Alpes.

## Historique
Dans le cadre des dispositions de la loi portant nouvelle organisation territoriale de la République (Loi NOTRe), promulguée le 7 août 2015, redéfinit les compétences attribuées à chaque échelon territorial,  qui prévoit que les établissements publics de coopération intercommunale (EPCI) à fiscalité propre doivent avoir un minimum de 15 000 habitants, le schéma départemental de coopération intercommunale (SDCI) de l'Allier, dévoilé en octobre 2015, proposait la fusion des communautés de communes de Commentry - Néris-les-Bains et de la Région de Montmarault. Il est confirmé en mars 2016.
La fusion de ces deux communautés de communes est prononcée par l'arrêté préfectoral no 3220/2016 du 8 décembre 2016. La structure intercommunale prend le nom de « Commentry Montmarault Néris Communauté ». 27 des 33 communes se sont prononcées favorablement pour cette fusion.

## Territoire communautaire

### Géographie
La communauté de communes est située au sud-ouest du département de l'Allier.

### Composition
La communauté de communes est composée des 33 communes suivantes :

| Nom                   | Code Insee | Gentilé          | Superficie (km2) | Population (dernière pop. légale) | Densité (hab./km2) |
| --------------------- | ---------- | ---------------- | ---------------- | --------------------------------- | ------------------ |
| Commentry (siège)     | 03082      | Commentryens     | 20,96            | 6 018 (2022)                      | 287                |
| Beaune-d'Allier       | 03020      | Beaunois         | 24,2             | 293 (2022)                        | 12                 |
| Bézenet               | 03027      | Bézenétois       | 9,94             | 917 (2022)                        | 92                 |
| Bizeneuille           | 03031      | Bizeneuillois    | 29,75            | 300 (2022)                        | 10                 |
| Blomard               | 03032      | Blomardais       | 22,37            | 229 (2022)                        | 10                 |
| La Celle              | 03047      | Cellois          | 31,2             | 400 (2022)                        | 13                 |
| Chamblet              | 03052      | Chambletois      | 20,5             | 1 079 (2022)                      | 53                 |
| Chappes               | 03058      | Chappadaires     | 18,6             | 231 (2022)                        | 12                 |
| Chavenon              | 03070      | Chavenonnais     | 17,47            | 139 (2022)                        | 8                  |
| Colombier             | 03081      | Colombiers       | 12,92            | 328 (2022)                        | 25                 |
| Cosne-d'Allier        | 03084      | Cosnois          | 25,29            | 2 013 (2022)                      | 80                 |
| Deneuille-les-Mines   | 03097      | Deneuillois      | 24,88            | 352 (2022)                        | 14                 |
| Doyet                 | 03104      | Doyetois         | 27,58            | 1 129 (2022)                      | 41                 |
| Durdat-Larequille     | 03106      |                  | 24,45            | 1 317 (2022)                      | 54                 |
| Hyds                  | 03129      | Hydois           | 18,71            | 301 (2022)                        | 16                 |
| Louroux-de-Beaune     | 03151      | Lurobelnaciens   | 10,66            | 180 (2022)                        | 17                 |
| Malicorne             | 03159      | Malicornais      | 11,84            | 768 (2022)                        | 65                 |
| Montmarault           | 03186      | Montmaraultois   | 9                | 1 522 (2022)                      | 169                |
| Montvicq              | 03189      | Montvicquois     | 10,02            | 697 (2022)                        | 70                 |
| Murat                 | 03191      | Muratais         | 20,07            | 267 (2022)                        | 13                 |
| Néris-les-Bains       | 03195      | Nérisiens        | 33,13            | 2 441 (2022)                      | 74                 |
| Saint-Angel           | 03217      | Birands          | 25,27            | 753 (2022)                        | 30                 |
| Saint-Bonnet-de-Four  | 03219      | Saint-Bonnitains | 18,73            | 223 (2022)                        | 12                 |
| Saint-Marcel-en-Murat | 03243      | Saint-Marcellais | 16,82            | 129 (2022)                        | 7,7                |
| Saint-Priest-en-Murat | 03256      | Saint-Priestains | 25,48            | 213 (2022)                        | 8,4                |
| Sauvagny              | 03269      | Sauvagniens      | 19,41            | 83 (2022)                         | 4,3                |
| Sazeret               | 03270      | Sazeretois       | 17,94            | 140 (2022)                        | 7,8                |
| Tortezais             | 03285      | Torteziens       | 24,11            | 175 (2022)                        | 7,3                |
| Venas                 | 03303      |                  | 32,15            | 224 (2022)                        | 7                  |
| Verneix               | 03305      | Verneixois       | 30,87            | 577 (2022)                        | 19                 |
| Vernusse              | 03308      | Vernussois       | 19,55            | 150 (2022)                        | 7,7                |
| Villefranche-d'Allier | 03315      | Villefranchois   | 39,63            | 1 265 (2022)                      | 32                 |
| Voussac               | 03319      | Voussacois       | 34,46            | 493 (2022)                        | 14                 |

### Démographie
| 1968   | 1975   | 1982   | 1990   | 1999   | 2010   | 2015   | 2021   |
| ------ | ------ | ------ | ------ | ------ | ------ | ------ | ------ |
| 31 729 | 30 094 | 29 200 | 28 281 | 27 188 | 26 723 | 26 321 | 25 528 |

## Administration

### Siège
Le siège de la communauté de communes est situé à Commentry, 44 rue du bois.

### Élus
La communauté de communes est gérée par un conseil communautaire composé pour la mandature 2020-2026 de 55 membres représentant chacune des communes membres et répartis en fonction de leur population de la manière suivante :

- 12 délégués pour Commentry ;

- 5 délégués pour Néris-les-Bains ;

- 3 délégués pour Cosne-d'Allier ;

- 2 délégués pour Montmarault, Villefranche d’Allier, Durdat Larequille, Doyet, Chamblet ;

- 1 délégué ou son suppléant pour les autres communes, toutes de moins de 1000 habitants.

À la suite des élections municipales de 2020 dans l'Allier, le conseil communautaire du 9 juillet 2020 a élu son nouveau président, Claude Riboulet (UDI), ainsi que ses dix vice-présidents, qui sont :
1. Didier Lindron (maire de Montmarault), chargé de l'économie, du commerce et de l'artisanat ;
2. Laurence Chicois (adjointe au maire de Néris-les-Bains), chargée du développement touristique et du thermalisme ;
3. Bruno Depras (maire de Bézenet), chargé de l'action éducative, de l'enfance et de la jeunesse ;
4. Élise Boulon (maire de La Celle), chargée des énergies nouvelles et de l'environnement ;
5. Lionel Brocard (maire de Verneix), chargé des ressources financières et humaines ;
6. Christiane Touzeau (maire de Doyet), chargée de l'équilibre territorial et de l'habitat ;
7. Alain Chanier (maire de Chamblet, chargé de la gestion des équipements et des aménagements ;
8. Élisabeth Blanchet (maire de Chappes), chargée de l'action en faveur de la santé, des solidarités et de l'emploi ;
9. Gérard Ferrière (maire de Villefranche-d'Allier), chargé de la promotion et de l'attractivité du territoire ;
10. Marie Carré (maire de Cosne-d'Allier), chargée de l'offre artistique et culturelle.

### Liste des présidents
| Période         | Période                       | Identité        | Étiquette | Qualité |
| --------------- | ----------------------------- | --------------- | --------- | --- |
| 27 janvier 2017 | 9 juillet 2020                | Bruno Rojouan   | DVD       | Maire de Villefranche-d'Allier (1992 → 2020) |
| 9 juillet 2020  | En cours (au 20 janvier 2021) | Claude Riboulet | UDI       | Formateur Ancien maire (et premier adjoint jusqu'en 2020) de Commentry Conseiller général puis départemental de Commentry] (2001 → ) Président du conseil départemental de l'Allier (2017 → ) |

### Compétences
L'intercommunalité  exerce les compétences qui lui ont été transférées par les communes membres, dans les conditions déterminées par le code général des collectivités territoriales. Il s'agit de : 
- Aménagement de l’espace : schéma de cohérence territoriale (SCoT), plan local d’urbanisme (PLU), carte communale et autres documents d'urbanisme ;
- Développement économique :  zones d’activité, politique locale du commerce et soutien aux activités commerciales d’intérêt communautaire, promotion du tourisme, dont la création d’offices de tourisme.
- Aires d'accueil des gens du voyage et terrains familiaux locatifs  ;
- Collecte et traitement des déchets des ménages et déchets assimilés.
- Gestion des milieux aquatiques et prévention des inondations (GEMAPI) ;
- Protection et mise en valeur de l'environnement soutien aux actions de maîtrise de la demande d’énergie.:
- Politique du logement et du cadre de vie : politique du logement social d'intérêt communautaire et action en faveur du logement des personnes défavorisées, rénovation et gestion de la maison sis 14, rue Jean Moulins à Villefranche d’Allier pour accueil des seniors en famille, résidences seniors, rénovation et gestion d’un immeuble sis 8 rue Gambetta à Doyet, maisons de santé pluridisciplinaires à Montmarault et Cosne d’Allier ;
- Équipements culturels et sportifs d'intérêt communautaire, équipements de l'enseignement préélémentaire et élémentaire d'intérêt communautaire.
- maisons de services au public ;
- Voirie d’intérêt communautaire.
- Social : service de portage de repas en liaison froide à domicile pour les personnes âgées, les malades et les handicapés, soutien aux ateliers chantier d’insertion intéressant au moins quatre communes de la communauté de communes ;
- Enfance jeuneusse : structures à destination des enfants de 0 à 3 ans, multiaccueils, haltes-garderies et RAM reconnus d'intérêt communautaire, centres de loisirs intercommunaux destinés aux enfants âgés de 3 à 14 ans reconnus d'intérêt communautaire, temps périscolaire du mercredi, temps périscolaire et des TAP dans les écoles de : Beaune d’Allier, Bézenet, Chappes, Chavenon, Cosne d’Allier, Doyet, Montmarault, Montvicq, Murat, Venas, Villefranche d’Allier et Voussac ;
- Tourisme : maison d’accueil touristique et boutique des produits du terroir.
- Patrimoine : réhabilitation du petit patrimoine bâti public non classé présentant un intérêt historique ou un élément architectural particulier dans le cadre d’un programme communautaire ;
- Coopération décentralisée : jumelage avec la commune de Koumaïra au Mali.
- Éclairage public.

### Régime fiscal et budget
La communauté de communes est un établissement public de coopération intercommunale à fiscalité propre.
Afin de financer l'exercice de ses compétences, l'intercommunalité perçoit la fiscalité professionnelle unique (FPU) – qui a succédé à la taxe professionnelle unique (TPU) – et assure une péréquation de ressources entre les communes résidentielles et celles dotées de zones d'activité.
Elle ne reverse pas de dotation de solidarité communautaire (DSC) à ses communes membres.

## Projets
Conformément aux dispositions légales, une communauté de communes a pour objet d'associer des « communes au sein d'un espace de solidarité, en vue de l'élaboration d'un projet commun de développement et d'aménagement de l'espace ».